# Evolució territorial d'Austràlia

Mapa animat de l'evolució territorial d'Austràlia

L'evolució del territori d'Austràlia es planteja a partir de les primeres colònies de l'Imperi britànic al continent australià que es van constituir a partir de la colònia penal de Nova Gal·les del Sud, fundada el 1788, i la colònia del Riu Swan (més tard anomenada Austràlia Occidental), fundada el 1829. En les dècades següents, es van crear a partir de Nova Gal·les del Sud les colònies de Nova Zelanda, Queensland, Austràlia Meridional, la Terra de Van Diemen (posteriorment rebatejada Tasmània) i Victòria, així com una avortada colònia del Nord d'Austràlia. L'1 de gener de 1901 aquestes colònies, a excepció de Nova Zelanda, es van convertir en estats de la Mancomunitat d'Austràlia. Des de l'inici d'aquesta federació, les fronteres internes han estat estables majoritàriament, excepte per la creació d'alguns territoris amb autonomia limitada: el Territori del Nord, procedent d'Austràlia Meridional, per governar el vast i escassament poblat centre del país; la divisió del Territori del Nord a Austràlia Central i Austràlia del Nord, i la seva ràpida fusió al Territori del Nord; i el Territori de la Capital Australiana, un districte federal cedit per Nova Gal·les del Sud.
Fora del continent, Queensland va intentar una expansió cap a Nova Guinea, però les autoritats britàniques la van rebutjar. La reclamació es convertiria més tard en un protectorat britànic i es cediria a Austràlia. La Societat de Nacions va atorgar el nord-est de Nova Guinea a Austràlia després de la Primera Guerra Mundial, així com Nauru, que va quedar sota jurisdicció conjunta d'Austràlia, la Gran Bretanya i Nova Zelanda. Aquests mandats i, més tard, territoris en fideïcomís de les Nacions Unides, es van convertir en les nacions independents de Nauru i Papua Nova Guinea a mitjans del segle xx. Austràlia també ha obtingut diversos petits territoris insulars, principalment d'antigues colònies britàniques, i té una important reivindicació sobre l'Antàrtida.

## Taula de canvis
Clau de mapa de colors
  Estats australians
  Territoris australians i colònies fundadores
  Àrea modificada per esdeveniment

### Període colonial
| Data             | Esedeveniment | Mapa                                                                    |
| ---------------- | --- | ----------------------------------------------------------------------- |
| 25 April 1787    | La Colònia de Nova Gal·les del Sud va ser creada com a colònia penal pel Regne de Gran Bretanya a Austràlia a l'est del meridià 135°. El governador Arthur Phillip va proclamar l'establiment a Austràlia el 7 de febrer de 1788. La comissió va incloure «totes les illes adjacents a l'Oceà Pacífic» dins de les latituds de 10°37' sud i 43°39' sud, la qual cosa incloïa la major part de Nova Zelanda. | Map of British claims to Australia; for details, refer to adjacent text |
| 11 Juliol 1810   | L'illa Macquarie va ser descoberta per Frederick Hasselborough, qui la va reclamar per al Regne Unit i la va declarar part de Nova Gal·les del Sud. | Map of British claims to Australia; for details, refer to adjacent text |
| 16 Juliol 1825   | Nova Gal·les del Sud es va ampliar cap a l'oest fins al merdià 129° est, de manera que inclogués un lloc comercial establert a l'illa de Melville; i les fronteres de les «illes adjacents a l'oceà Pacífic» es van desplaçar cap al nord fins als 39°12' sud, incloent ara només una petita part de Nova Zelanda. | Map of British claims to Australia; for details, refer to adjacent text |
| 3 Desembre 1825  | Les illes meridionals de Nova Gal·les del Sud es converteixen en la colònia de la Terra de Van Diemen. | Map of British claims to Australia; for details, refer to adjacent text |
| 2 Maig 1829      | A la resta d'Austràlia, fora de Nova Gal·les del Sud, es va fundar una colònia coneguda com a Colònia del riu Swan. La majoria dels documents que demanen la fundació de la colònia no esmenten cap nom, a part de la seva ubicació al "Port a la costa occidental de Nova Holanda, a la desembocadura del riu anomenat "Riu Swan", amb el territori adjacent", i que s'hauria de formar un assentament "dins del Territori d''Austràlia Occidental'". Tanmateix, la llei que demana la creació de la colònia sembla especificar que s'hauria d'anomenar "Austràlia Occidental". | Map of British claims to Australia; for details, refer to adjacent text |
| 6 Febrer 1832    | S'estableix l'instrument legal necessari per nomenar formalment James Stirling governador de la Colònia d'Austràlia Occidental, i això es considera habitualment la data en què la Colònia del riu Swan va passar a anomenar-se Austràlia Occidental. | Map of British claims to Australia; for details, refer to adjacent text |
| 19 Febrer 1836   | La part de Nova Gal·les del Sud entre els meridians 132° est i 141° est, i el paral·lel de 26° sud, es va convertir en la província d'Austràlia Meridional. El desembarcament i la proclamació reals es van produir el 28 de desembre de 1836.] La seva frontera amb Nova Gal·les del Sud al sud del riu Murray seria erròniament estudiada a uns 3,6 quilòmetres a l'oest de 141° est, i les disputes resultants amb les colònies i, més tard, els estats que comparteixen aquesta frontera no es resoldrien completament fins que 1914.                                        | Map of British claims to Australia; for details, refer to adjacent text |
| 15 Juny 1839     | Les illes de Nova Zelanda van ser annexionades a Nova Gal·les del Sud. L'acció va ser proclamada el 14 de gener de 1840. | Map of British claims to Australia; for details, refer to adjacent text |
| 16 Novembre 1840 | Es funda la Colònia de Nova Zelanda que se separa de Nova Gal·les del Sud. | Map of British claims to Australia; for details, refer to adjacent text |
| 26 Setembre 1844 | L'illa Norfolk es va transferir de Nova Gal·les del Sud a la Terra de Van Diemen. | Map of British claims to Australia; for details, refer to adjacent text |
| 17 Febrer 1846   | La meitat de Nova Gal·les del Sud al nord del paral·lel 26° sud es va convertir en la Colònia d'Austràlia del Nord. | Map of British claims to Australia; for details, refer to adjacent text |
| 28 Desembre 1847 | Després d'un canvi de govern al Regne Unit, Austràlia del Nord es va fusionar de nou amb Nova Gal·les del Sud.Aquesta és la data en què la reina Victòria va revocar les cartes patents que establien Austràlia del Nord, però no es va proclamar a Austràlia fins al 16 de gener de 1849. | Map of British claims to Australia; for details, refer to adjacent text |
| 1 Juliol 1851    | La part de Nova Gal·les del Sud al sud del riu Murray i una línia des de la capçalera del riu fins al Cape Howe es va convertir en la Colònia de Victòria. | Map of British claims to Australia; for details, refer to adjacent text |
| 1 Gener 1856     | La Terra de Van Diemen va ser rebatejat com a Tasmània, com una manera d'allunyar-se del seu passat com a colònia penal. | Map of British claims to Australia; for details, refer to adjacent text |
| 1 Novembre 1856  | L'illa Norfolk es va separar de Tasmània, convertint-se en la seva pròpia colònia.Algunes fonts diuen que això va passar el dia anterior,però la Norfolk Island Act de 1913 estableix que va ser aquest dia. | Map of British claims to Australia; for details, refer to adjacent text |
| 6 Juny 1859      | La part de Nova Gal·les del Sud al nord del paral·lel 29° sud, els rius Dumaresq i Macintyre, i diverses serralades muntanyoses, a l'est del merdià de 141° est, es van convertir en la Colònia de Queensland. | Map of British claims to Australia; for details, refer to adjacent text |
| 10 Octubre 1861  | La part de Nova Gal·les del Sud a l'oest d'Austràlia Meridional va ser transferida a Austràlia Meridional per cartes patents. L'acte del parlament es va aprovar el 22 de juliol de 1861. | Map of British claims to Australia; for details, refer to adjacent text |
| 13 Març 1862     | La part de Nova Gal·les del Sud al nord d'Austràlia Meridional ia l'est del meridià 138° est va ser transferida a Queensland. | Map of British claims to Australia; for details, refer to adjacent text |
| 6 Juliol 1863    | La regió de Nova Gal·les del Sud al nord d'Austràlia Meridional va ser transferida a Austràlia Meridional. | Map of British claims to Australia; for details, refer to adjacent text |
| 30 Maig 1872     | Totes les illes que es trobaven a 97 km de Queensland van ser annexionades a la colònia per cartes patents. Això es va fer principalment per incorporar les illes de l'estret de Torres, que començaven a ser reclamades per Nova Gal·les del Sud. Es desconeix quines illes específiques ja s'havien considerat part de Queensland, i el mapa inclòs amb les cartes patents contenia errors, com incloure l'illa de Melville a Queensland. | cap canvi en el mapa                                                    |
| 21 Juliol 1879   | Les illes de l'estret de Torres van ser annexionades específicament a Queensland. | Map of British claims to Australia; for details, refer to adjacent text |
| 17 Juny 1880     | L'illa Macquarie es va convertir en part constituent de la Colònia de Tasmània a través de cartes patents per al Governador de Tasmània. | Map of British claims to Australia; for details, refer to adjacent text |
| 4 Abril 1883     | Queensland va reclamar el sud-est de Nova Guinea com a dependència, encara que el govern britànic va rebutjar la reclamació. | Map of British claims to Australia; for details, refer to adjacent text |
| 6 Novembre 1884  | L'Imperi Britànic va declarar el sud-est de Nova Guinea com a protectorat, allunyant-lo del control immediat de Queensland, encara que la colònia encara n'era administrada en gran manera. | Map of British claims to Australia; for details, refer to adjacent text |

### Federació
| Data             | Esdeveniment | Mapa                                                  |
| ---------------- | --- | ----------------------------------------------------- |
| 1 Gener 1901     | Sis colònies del Regne Unit van formar la Commonwealth d'Austràlia: - La Colònia de Nova Gal·les del Sud, convertint-se en l'estat de Nova Gal·les del Sud - La Colònia de Queensland, convertint-se en l'estat de Queensland - La província d'Austràlia Meridional, convertint-se en l'estat d'Austràlia Meridional - La Colònia de Tasmània, convertint-se en l'estat de Tasmània - La Colònia de Victòria, passant a ser l'estat de Victòria - La Colònia d'Austràlia Occidental, convertint-se en l'estat d'Austràlia Occidental El Parlament es va reunir a Melbourne fins que es pogués construir la capital federal | Map of Australia; for details, refer to adjacent text |
| 1 Setembre 1906  | La Nova Guinea Britànica va ser transferida del Regne Unit, convertint-se en el Territori de Papua. | Map of Australia; for details, refer to adjacent text |
| 1 Gener 1911     | El Territori de la Capital Federal es va dividir de Nova Gal·les del Sud, i el Territori del Nord es va dividir d'Austràlia Meridional. Mentre que els actes que el van crear utilitzen el terme "Territori per a la seu del govern", la legislació i les proclamacions van començar immediatament a utilitzar el terme "Territori de la capital federal". | Map of Australia; for details, refer to adjacent text |
| 1 Juliol 1914    | L'illa Norfolk va ser transferida des del Regne Unit, convertint-se en el Territori de l'illa Norfolk. | Map of Australia; for details, refer to adjacent text |
| 4 Setembre 1915  | Una petita península al llarg de la badia de Jervis va ser cedida al Territori de la Capital Federal per Nova Gal·les del Sud. | Map of Australia; for details, refer to adjacent text |
| 17 Desembre 1920 | La Societat de Nacions va ordenar l'antiga Nova Guinea alemanya a Austràlia com a Territori de Nova Guineai el Mandat de Nauru,amb Nova Zelanda i el Regne Unit com a co-garant de Nauru. | Map of Australia; for details, refer to adjacent text |
| 1 Febrer 1927    | El Territori del Nord es va dividir al paral·lel 20° sud en els territoris d'Austràlia Central i Austràlia del Nord. | Map of Australia; for details, refer to adjacent text |
| 9 Maig 1927      | El Parlament va començar a reunir-se a Canberra, traslladant-hi formalment la capital des de Melbourne. | Map of Australia; for details, refer to adjacent text |
| 12 Juny 1931     | Els territoris d'Austràlia Central i Austràlia del Nord es van fusionar per convertir-se en el Territori del Nord. | Map of Australia; for details, refer to adjacent text |
| 10 Maig 1934     | Les illes Ashmore i Cartier van ser transferides del Regne Unit i es van convertir en el Territori de les illes Ashmore i Cartier. Un decret britànic de data 23 de juliol de 1931 havia afirmat que les illes estarien sota l'autoritat de la Commonwealth d'Austràlia quan Austràlia va aprovar la legislació per acceptar-les. | Map of Australia; for details, refer to adjacent text |
| 24 Agost 1936    | El Regne Unit va transferir la part de la seva reclamació a l'Antàrtida entre el meridià 45 a l'est i 136° est, i 142° est i 160° est, a Austràlia, on es va convertir en el territori antàrtic australià. | Map of Australia; for details, refer to adjacent text |
| 29 Juliol 1938   | El Territori de les Illes Ashmore i Cartier va ser annexat al Territori del Nord.El Territori de la Capital Federal va ser rebatejat com a Territori de la Capital Australiana. | Map of Australia; for details, refer to adjacent text |
| 26 Agost 1942    | El mandat de Nauru va ser capturat pel Japó. | Map of Australia; for details, refer to adjacent text |
| 14 Setembre 1945 | Es produeix la rendició de la guarnició japonesa del Mandat de Nauru. | Map of Australia; for details, refer to adjacent text |
| 13 Desembre 1946 | El Territori de Nova Guinea es va reconstituir com a territoris fideïcomissari de les Nacions Unides. | Map of Australia; for details, refer to adjacent text |
| 1 Novembre 1947  | El Mandat de Nauru va ser reconstituït com el Territori Fiduciari de les Nacions Unides de Nauru. | Map of Australia; for details, refer to adjacent text |
| 26 Desembre 1947 | Les Illes Heard i McDonald van ser transferides del Regne Unit. El rebut es va confirmar en cartes intercanviades el 19 de desembre de 1950. | Map of Australia; for details, refer to adjacent text |
| 1 Juliol 1949    | El Territori de Nova Guinea i el Territori de Papua es van fusionar amb el Territori de Papua i Nova Guinea, amb finalitats principalment administratives. L'acte deixa clar que les identitats de Nova Guinea com a territori fiduciari de les Nacions Unides i Papua com a possessió de la Corona romanen intactes. | Map of Australia; for details, refer to adjacent text |
| 24 Abril 1953    | Les Illes Heard i McDonald es van declarar formalment com a Territori de l'illa Heard i les illes McDonald. | Map of Australia; for details, refer to adjacent text |
| 23 Novembre 1955 | Les Illes Cocos van ser transferides pel Regne Unit des de la Colònia de Singapur, convertint-se en el Territori de les Illes Cocos (Keeling). | Map of Australia; for details, refer to adjacent text |
| 1 Octubre 1958   | L'illa Christmas va ser transferida pel Regne Unit des de la Colònia de Singapur, convertint-se en el Territori de l'illa Christmas. | Map of Australia; for details, refer to adjacent text |
| 31 Gener 1968    | El Territori fiduciari de Nauru es va independitzar com a República de Nauru. | Map of Australia; for details, refer to adjacent text |
| 30 Setembre 1969 | A partir de Queensland es crea el territori de les illes del mar de corall. | Map of Australia; for details, refer to adjacent text |
| 27 Desembre 1971 | El Territori de Papua i Nova Guinea va ser rebatejat com a Papua Nova Guinea. | Map of Australia; for details, refer to adjacent text |
| 31 Desembre 1973 | La península al llarg de la badia de Jervis que pertany al Territori de la capital australiana (TCA) va rebre el nom formal de Territori de la badia de Jervis; en aquest moment, encara es considerava part de la TCA. | cap canvi en el mapa                                  |
| 11 Setembre 1975 | La República de les Salomós del Nord va declarar la independència de la regió que envoltava l'illa de Bougainville a Papua Nova Guinea. | Map of Australia; for details, refer to adjacent text |
| 16 Setembre 1975 | Papua Nova Guinea es va independitzar com a Estat Independent de Papua Nova Guinea la qual cosa va fer discutible la disputa amb la República de les Salomós del Nord. | Map of Australia; for details, refer to adjacent text |
| 1 Juliol 1978    | Les illes Ashmore i Cartier es van separar del Territori del Nord, convertint-se en el Territori de les illes Ashmore i Cartier. | Map of Australia; for details, refer to adjacent text |
| 3 Març 1986      | L'Australia Act 1986 va fer Austràlia completament independent del Regne Unit. | cap canvi en el mapa                                  |
| 11 Maig 1989     | El territori de la badia de Jervis es va dividir del territori de la capital australiana per convertir-se en el seu propi territori. | Map of Australia; for details, refer to adjacent text |
| 7 Juliol 1997    | Elizabeth Reef i Middleton Reef van ser transferits de Nova Gal·les del Sud al Territori de les Illes del Mar de Corall. | Map of Australia; for details, refer to adjacent text |

## Canvi de límit proposat al Territori de la capital australiana
El setembre de 2022, es va anunciar que la frontera entre el Territori de la capital australiana (TCA) i Nova Gal·les del Sud (NGS) canviaria per primera vegada des que es va crear el 1911. El ministre en cap de la TCA, Andrew Barr, va dir que el primer ministre de NGS, Dominic Perrottet, havia acceptat un canvi de frontera proposat per a 330 hectàrees de terra.